# لو یینگ-یوان
لو یینگ-یوان (انگلیسی: Lo Ying-yuan; ۷ مهٔ ۱۹۹۶) وزنه‌بردار زن اهل تایوان است.
وی در مسابقات بین‌المللی در مجموع برندهٔ ۲ مدال طلا، ۲ مدال نقره و ۱ مدال برنز شده‌است.